# Delphinium szowitsianum
Delphinium szowitsianum är en ranunkelväxtart som beskrevs av Pierre Edmond Boissier. Delphinium szowitsianum ingår i släktet storriddarsporrar, och familjen ranunkelväxter. Inga underarter finns listade i Catalogue of Life.